# Derris submontana
Derris submontana är en ärtväxtart som beskrevs av Bernard Verdcourt. Derris submontana ingår i släktet Derris och familjen ärtväxter. Inga underarter finns listade i Catalogue of Life.